# Chazelles (Jura)
Chazelles korábbi község (település) Franciaországban, Jura megyében. 2016. január 1-jén L’Aubépin és Nanc-lès-Saint-Amour községgel egyesült és Les Trois-Châteaux új község része lett.
Lakosainak száma 160 fő (2018. január 1.). Chazelles Coligny, Domsure, Saint-Jean-d’Étreux és Nanc-lès-Saint-Amour községekkel határos.

## Népesség
A település népességének változása:
| Lakosok száma | 120  | 105  | 104  | 89   | 112  | 110  | 136  | 147  | 144  | 160  |
|               | 1968 | 1975 | 1982 | 1990 | 1999 | 2006 | 2011 | 2015 | 2017 | 2018 |